# Weinfaßstraße

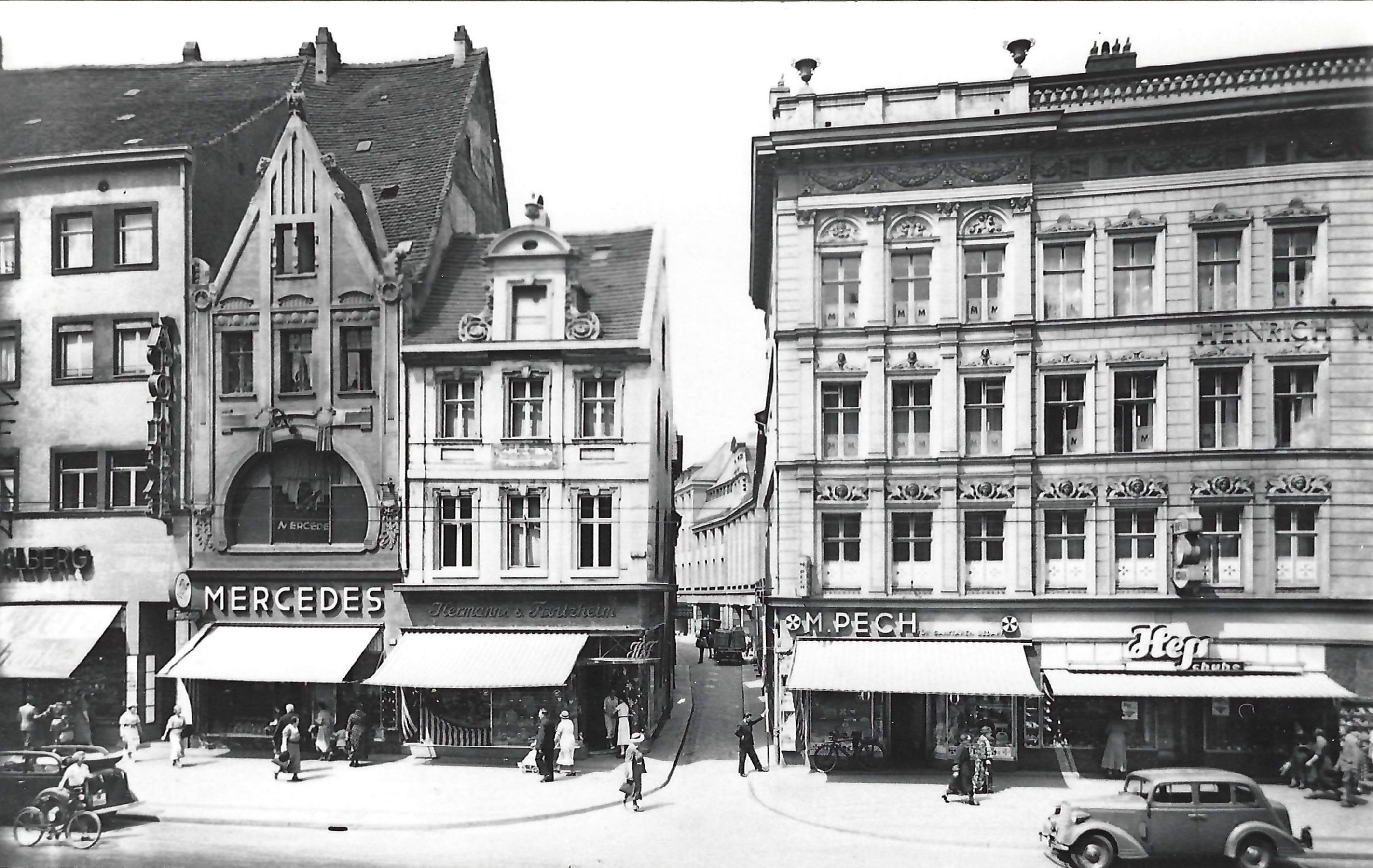
Einmündung der Weinfaßstraße auf den Breiten Weg

Die Weinfaßstraße war eine Straße in Magdeburg im heutigen Sachsen-Anhalt. Nach Zerstörungen im Zweiten Weltkrieg wurde die Straße aufgegeben und überbaut.

## Lage und Verlauf
Die Straße befand sich in der Magdeburger Altstadt. Sie begann auf der Westseite des Breiten Wegs und verlief, einen leichten Bogen beschreibend, in westliche Richtung, bis sie auf die Kleine Münzstraße einmündete.
Die Hausnummerierung verlief von der Nummer 1 an der nordöstlichen Ecke aufsteigend entlang der Nordseite nach Westen. Nach der Nummer 5 mündete sie auf die Kleine Münzstraße. Beginnend mit der Nummer 6 verlief die Nummerierung auf der Südseite zurück, bis sie mit der Nummer 11 nahe des Breiten Wegs endete.
Heute befindet sich an dieser Stelle der Bereich unmittelbar südlich des Gebäudes Blauer Bock. Der Bereich der Weinfaßstraße ist so Teil der Verkehrsfläche der Ernst-Reuter-Allee zwischen Breitem Weg und Kleiner Münzstraße.

## Geschichte
Eine erste urkundliche Erwähnung ist aus dem Jahr 1482 als Groppendorfer Straße, entstellt auch Grapendörfer Straße verwandt, überliefert. Der Name bezieht sich auf das Dorf Groppendorf, wobei eine direkte Benennung nach diesem Dorf ausgeschlossen sein dürfte. Es wird vermutet, dass in der Straße eine Familie ansässig war, die ursprünglich aus diesem Ort stammte. Urkundlich lässt sich eine solche Familie allerdings nicht nachweisen. Möglicherweise geriet der Straßenname, nachdem die Familie hier nicht mehr ansässig war, außer Gebrauch. Eine letzte Erwähnung des Namens erfolgte 1661.
Ein weiterer Name der Straße war Meternstraße. Unter dieser Bezeichnung wurde auch der westliche Straßenzug der Kleinen Münzstraße geführt, der entlang der Nordseite der Ulrichskirche bis zur Kutscherstraße verlief. Die Bezeichnung Weinfaßstraße wurde erstmals 1678 erwähnt und ging auf das Haus Zum goldenen Weinfaß (Breiter Weg 156) zurück, dass das südöstliche Eckhaus der Straße zum Breiten Weg bildete.

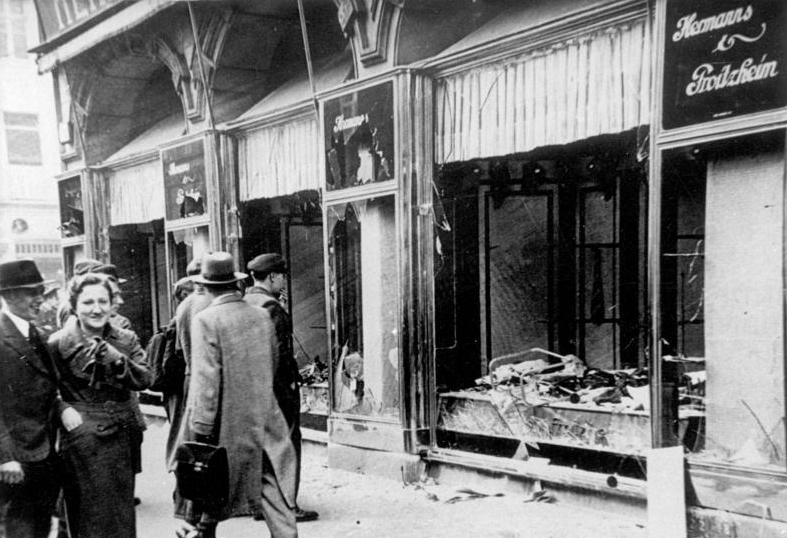
Zerstörtes Schaufenster von Hermann & Froitzheim in der Weinfaßstraße

Während der Reichspogromnacht 1938 wurde das an der südlichen Ecke zum Breiten Weg hin bestehende Herrenausstattungsgeschäft Hermanns & Froitzheim verwüstet.
Während des Zweiten Weltkriegs wurde der Bereich in Teilen zerstört. Mehrere Häuser blieben jedoch erhalten und wurden in der Zeit der DDR Teil der nördlichen Begrenzung des neu entstandenen Zentralen Platzes. In den 1960er Jahren wurden die Gebäude dann jedoch für den Blauen Bock abgerissen. Die Straße wurde somit nicht wieder aufgebaut, sondern Teil des Verkehrsraums der als neue West-Ost-Achse angelegten Wilhelm-Pieck-Allee, der heutigen Ernst-Reuter-Allee.

## Historische Häuser der Weinfaßstraße
| Hausnummer | Name                 | Bemerkungen | Bild |
| ---------- | -------------------- | --- | ---- |
| 1 und 2    |                      | Die beiden Häuser gehörten zum Grundstück Breiter Weg 155. Ab 1868 gehörten sie Adolf Mittag. Das Haus Nummer 2 war ein dreigeschossiger verputzter Bau, der vermutlich 1683 entstanden war. Die Fassade war achtachsig angelegt, die vier mittleren Achsen waren in Form eines Risaliten vorgezogen. Die einzelnen Geschosse waren durch Gurtgesimse voneinander getrennt, die sich um die Lisenen an den Hausecken herum kröpften. Im Erdgeschossbereich des Mittelrisaliten befand sich eine breite, rustizierte Einfahrt, die von einem Segmentbogen überspannt wurde. Sie war flankiert durch Lisenen und wurde von einem Gebälk überdacht, das auf Konsolen ruhte. Beidseits des Mittelrisaliten befand sich am Erdgeschoss eine Gliederung mittels Putzstreifen. Im ersten Obergeschoss waren einige Fensteröffnungen mit Ohrenrahmen und plastischem Schmuck versehen. Bekrönt wurde der Risalit durch ein zweiachsiges Zwerchhaus mit seitlichen Voluten. Darüber hinaus gab es auf dem Dach Dachfenster mit Satteldächern. Im Gebäudeinneren war eine barocke Stuckdecke erhalten. Das Gebäude wurde im Zweiten Weltkrieg zerstört und gilt als verloren gegangenes Baudenkmal. |      |
| 3          |                      | In der Zeit vor 1631 gehörte es Simon Lorenz, 1631 und 1651 dann Johann Hermanns. 1679 war Arnd Köpke Eigentümer des zu diesem Zeitpunkt als wüst beschriebenen Grundstücks. Er war auch noch 1683, inzwischen war es mit einem Haus bebaut, Eigentümer. 1710 und dann bis 1734 gehörte es dem Handelsmann Johann Köpke. Nach 1868 nahm Adolf Mittag das Haus mit zu seinem Grundstück 1 und 2. 1950 lebte im Haus H. Mittag. |      |
| 4          |                      | Vor 1631 war Simon Lorenz Eigentümer des Hauses, 1631 dann Johann Hermanns, 1651 Hans Hantelmann. 1683 wurde die Stätte, wohl immer noch infolge der Zerstörung Magdeburgs im Jahr 1631 als wüst bezeichnet. Eigentümer war Ernst Kramer. Im Jahr 1691 erwarb der Brauer Johann Kämpfer das Haus von der Ulrichsgemeinde für 1420 Taler. In der Zeit von 1721 bis 1732 war die Witwe Emerenz Sophie Schede Eigentümerin. Nach 1868 nahm Adolf Mittag das Haus mit zu seinem Grundstück 1 und 2. 1950 lebte im Haus H. Mittag. |      |
| 5          |                      | 1631 und 1651 gehörte es Sigismund Hesse. Im Jahr 1678 bestand ein Haus. Eigentümerin war die Witwe des Obersekretärs Philipp Hermann Baumgarten, der es auch noch 1691 gehörte. Auf sie folgte Dr. Anton Ulrich Stockhausen, der bis 1736 Eigentümer blieb. |      |
| 5a         | Zu den sieben Bürgen | Der Hausname dürfte auf die Rechtspraxis verweisen, dass zu bestimmten Beurkundungen sieben Zeugen hinzugezogen wurden. In der Zeit vor 1631 war Dr. Emmeran Ziering (auch Scheiring) Eigentümer. Auf ihn folgte der Kämmerer Ebeling Alemann. 1631 gehörte das Brauhaus Dr. Jakob Alemann, Schwiegervater von Otto Gerike. Gerike veräußerte die Stätte 1651 für 320 Taler an den Pfarrer Tobias Kuno. 1661 erwarb Mathias Hellwig die Stätte für 420 Taler von Otto Friedrich Kuno. Hellwig bebaute das Grundstück bis 1675 neu und veräußerte das Haus dann 1678 für 1700 Taler an den Münzmeister Christoph Pflug, der es noch im gleichen Jahr für 1500 Taler an den Amtmann Johann Koven gab. Von ihm erwarb es 1679 für 1700 Taler der Rittmeister Georg Friedrich Meyer, dem es auch 1683 gehörte. Er blieb bis zu seinem Tod Eigentümer. 1703 gehörte es dann wieder Koven, auf den seine Erben folgten. |      |
| 6          | Zum weißen Bär       | Das Anwesen war Brauhaus und Ackerhof. 1473 war Stephan Knust zum Bären Eigentümer. In der Zeit um 1600 gehörte es Wendehacke, auf den Eberhart Vollkamm folgte. Noch vor 1624 erwarb Hans Böhme den Hof für 2000 Taler. Seine Witwe war 1631 und auch noch 1638 Eigentümerin der Stätte, die dann an die Kämmerei fiel. 1683 gehörte das Haus dem Landkutscher Christoph Becker. Zu diesem Zeitpunkt bestand kein Braurecht mehr. Becker war auch noch 1701 Eigentümer. 1716 veräußerten es die Erben von Hans Germershausen für 725 Taler an den Kaufmann Johann Köpke, der es 1717 für 1000 Taler an den Gastwirt August Wilhelm Christ verkaufte, der bis 1735 Eigentümer blieb. In der Zeit um 1823 gehörte das Haus Andreas Wesemann, der die Gastwirtschaft Zum weißen Bären betrieb. 1942/1943 gehörte das Haus A. Thürnagel, der im Haus das Hotel Weißer Bär führte. Zum Hotel gehörte auch das Nachbarhaus Nummer 7. Noch in den 1944/1945 befand sich die Steinfigur eines Bären im ersten Obergeschoss an der Ecke des Hauses. |      |
| 7          |                      | 1631 gehörte das Brauhaus Konrad Gerstof. Seine Ehefrau Klara Püfferling hatte es mit in die Ehe gebracht. Auch 1638 wurde noch Gerstof als Eigentümer geführt. 1648/1649 wurde es, wohl noch infolge der Zerstörung der Stadt im Jahr 1631, als wüst bezeichnet und gehörte Hans Rixleben. 1664 erwarb Jakob Hamburger das zu diesem Zeitpunkt wieder bestehende Haus von Christian Baumgarten. Hamburger veräußerte es 1671 für 850 Taler an den Handelsmann Martin Schiebel senior. Im Jahr 1679 und auch noch 1683 gehörte es dann seiner Witwe, 1684 und 1688 seinen Erben. Konrad Schiebel junior veräußerte es 1701 für 3135 Taler an den Prediger Johann Gebler, der es 1713 an den Advokaten Johann Kaspar Niesing. 1942/1943 gehörte das Grundstück zum Hotel Weißer Bär, das im Nachbarhaus Nummer 6 betrieben wurde. |      |
| 8          |                      | In der Zeit vor 1631 gehörte es Johann Dören, bez. Regine Dörre, 1631 dann Hermann Kuno (fälschlich auch Körns). Kuno veräußerte die Stätte 1649 für 100 Taler und einen eisernen Ofen an Hans Hantelmann. Noch im gleichen Jahr verkaufte er es für 150 Taler an Georg Kühlewein. 1651 gehörte das Brauhaus dem Handelsmann Mathias Wrede. Wrede vermietete es 1659 an den Brauer Joachim Betge für 100 Taler. Vertraglich war die Untervermietung an unnützes und loses Gesindlein untersagt. Nach Wredes Tod im Jahr 1678 veräußerten seine Erben das Haus 1687 an den Faktor Arnd Köpke, der es noch 1687 für 1360 Taler an den Brauer Johann Kämpfer weiter verkaufte. Von Kämpfer erwarb es 1696 die Witwe des Konrektors Johann Konrad Pott für 1910 Taler. |      |
| 9          |                      | Das Brauhaus gehörte 1631 der Witwe von Ulrich Schmidt. 1650 wurde die Stätte, gemeinsam mit der benachbarten Nummer 10, von Baltasar Meyhe, Senior des St. Gangolfi-Stifts, für 460 Taler an Johann Hantelmann verkauft. 1683 gehörte das Haus seinen Erben, zu denen auch Ernst Kramer gehörte. Kramers Witwe veräußerte es für 1650 Taler an den Handelsmann Joachim Hantelmann. Seine Erben wurden 1694 und 1719 als Eigentümer geführt. |      |
| 10         |                      | Bis 1679 gehörte das Grundstück mit zur benachbarten Nummer 9 (siehe dort). Spätestens seit 1687 gehörte es als Hinterstätte zum Haus Breiter Weg 158. 1719 wurde es als dessen Hinterhaus geführt. |      |
| 11         |                      | Das Haus gehörte als Hinterhaus zum Grundstück Breiter Weg 157. |      |